# توكوما شوتين
توكوما شوتين (بالإنجليزية: Tokuma Shoten Publishing Co., Ltd.)‏ (باليابانية: 株式会社徳間書店)، هي شركة إعلامية يابانية والتي تهتم بتطوير الإستوديو والبرامج الإعلامية ودار نشر للكتب، أسست سنة 1954م ولها مقرها في العاصمة اليابانية طوكيو.